# Muscle constricteur inférieur du pharynx
Le muscle constricteur inférieur du pharynx ( ou muscle laryngo-pharyngien ou muscle cricothyro-pharyngien) est un muscle du pharynx. Il est situé en-dessous des deux autres muscles constricteurs du pharynx. 

## Description
Le muscle constricteur inférieur du pharynx est divisé en deux parties : 
- la partie thyro-pharyngienne ou muscle thyro-pharyngien,
- la partie crico-pharyngienne ou muscle crico-pharyngien.

## Origine
La partie thyro-pharyngienne nait du bord postérieur de la face externe du cartilage thyroïde et la partie crico-pharyngienne nait de l'arcade fibreuse reliant le bord inférieur du cartilage thyroïde au bord inférieur du cartilage cricoïde et du bord inférieur de ce dernier cartilage.

## Trajet
Les deux parties se dirigent en arrière et en dedans  en s'épanouissent en éventail.

## Insertion
Le muscle constricteur inférieur du pharynx se termine par le raphé pharyngien.

## Innervation
Le muscle constricteur pharyngé supérieur est innervé par des rameaux du plexus pharyngien issu du nerf vague.

## Action
Le muscle constricteur moyen du pharynx provoque le rétrécissement du pharynx.